# Bolzano Film Festival Bozen
Il Bolzano Film Festival Bozen è un festival del cinema italiano. Il festival fa parte dell'AFIC - Associazione festival italiani di cinema.

## Storia
Il Bolzano Film Festival Bozen nasce nel 1987 e si svolge a Bolzano. Presenta una selezione diversificata di film internazionali e regionali, con particolare attenzione alla promozione dello scambio e del dialogo culturale. Il festival include una vasta gamma di generi cinematografici, tra cui fiction e documentari.
Il festival comprende anche workshop, tavole rotonde e sessioni di domande e risposte con registi e professionisti del settore, offrendo opportunità agli aspiranti registi di fare rete e imparare da professionisti esperti.
Oltre alle proiezioni di film, il festival organizza spesso eventi speciali, concerti e mostre, migliorando l'esperienza complessiva del festival per i partecipanti. Il festival si svolge generalmente in più giorni e i film vengono proiettati in varie sedi in tutta Bolzano. Nel 2023 il festival giunge alla trentaseiesima edizione.

## Premi
- Premio Provincia autonoma di Bolzano al miglior film
- Premio Fondazione Cassa di Risparmio di Bolzano al miglior documentario
- Premio del pubblico in sala Città di Bolzano

## Edizioni parziale

### 2023
- Gigi la legge, premio miglior film[4]